# Florange
Florange (fràncic lorenès Fléschéngen) és un municipi francès situat al departament del Mosel·la i a la regió del Gran Est. L'any 2007 tenia 11.039 habitants.

## Demografia

### Població
El 2007 la població de fet de Florange era d'11.039 persones. Hi havia 4.180 famílies, de les quals 1.140 eren unipersonals (482 homes vivint sols i 658 dones vivint soles), 1.163 parelles sense fills, 1.458 parelles amb fills i 419 famílies monoparentals amb fills.
La població ha evolucionat segons el següent gràfic:
Habitants censats

### Habitatges
El 2007 hi havia 4.492 habitatges, 4.270 eren l'habitatge principal de la família, 10 eren segones residències i 211 estaven desocupats. 2.179 eren cases i 2.293 eren apartaments. Dels 4.270 habitatges principals, 2.482 estaven ocupats pels seus propietaris, 1.709 estaven llogats i ocupats pels llogaters i 79 estaven cedits a títol gratuït; 122 tenien una cambra, 271 en tenien dues, 1.015 en tenien tres, 1.142 en tenien quatre i 1.720 en tenien cinc o més. 3.077 habitatges disposaven pel capbaix d'una plaça de pàrquing. A 1.951 habitatges hi havia un automòbil i a 1.639 n'hi havia dos o més.

### Piràmide de població
La piràmide de població per edats i sexe el 2009 era:
| Homes | Edats   | Dones |
| ----- | ------- | ----- |
| 0     | 95 o +  | 0     |
| 0     | 90 a 94 | 32    |
| 28    | 85 a 89 | 48    |
| 44    | 80 a 84 | 64    |
| 180   | 75 a 79 | 208   |
| 260   | 70 a 74 | 232   |
| 444   | 65 a 69 | 320   |
| 496   | 60 a 64 | 280   |
| 312   | 55 a 59 | 260   |
| 348   | 50 a 54 | 268   |
| 392   | 45 a 49 | 428   |
| 348   | 40 a 44 | 348   |
| 396   | 35 a 39 | 444   |
| 440   | 30 a 34 | 384   |
| 336   | 25 a 29 | 416   |
| 252   | 20 a 24 | 260   |
| 344   | 15 a 19 | 376   |
| 328   | 10 a 14 | 344   |
| 324   | 5 a 9   | 304   |
| 220   | 0 a 4   | 252   |

## Economia
El 2007 la població en edat de treballar era de 7.029 persones, 5.003 eren actives i 2.026 eren inactives. De les 5.003 persones actives 4.477 estaven ocupades (2.442 homes i 2.035 dones) i 526 estaven aturades (232 homes i 294 dones). De les 2.026 persones inactives 572 estaven jubilades, 614 estaven estudiant i 840 estaven classificades com a «altres inactius».

### Ingressos
El 2009 a Florange hi havia 4.425 unitats fiscals que integraven 10.674,5 persones, la mediana anual d'ingressos fiscals per persona era de 16.361 €.

### Activitats econòmiques
Dels 473 establiments que hi havia el 2007, 13 eren d'empreses extractives, 6 d'empreses alimentàries, 7 d'empreses de fabricació de material elèctric, 5 d'empreses de fabricació d'elements pel transport, 65 d'empreses de fabricació d'altres productes industrials, 73 d'empreses de construcció, 77 d'empreses de comerç i reparació d'automòbils, 27 d'empreses de transport, 30 d'empreses d'hostatgeria i restauració, 8 d'empreses d'informació i comunicació, 17 d'empreses financeres, 22 d'empreses immobiliàries, 61 d'empreses de serveis, 35 d'entitats de l'administració pública i 27 d'empreses classificades com a «altres activitats de serveis».
Dels 128 establiments de servei als particulars que hi havia el 2009, 1 era una comissaria de policia, 1 oficina d'administració d'Hisenda pública, 1 oficina de correu, 7 oficines bancàries, 3 funeràries, 13 tallers de reparació d'automòbils i de material agrícola, 1 taller d'inspecció tècnica de vehicles, 1 establiment de lloguer de cotxes, 2 autoescoles, 12 paletes, 6 guixaires pintors, 5 fusteries, 10 lampisteries, 14 electricistes, 5 empreses de construcció, 12 perruqueries, 3 veterinaris, 1 agència de treball temporal, 18 restaurants, 8 agències immobiliàries, 1 tintoreria i 3 salons de bellesa.
Dels 21 establiments comercials que hi havia el 2009, 3 eren supermercats, 1 una botiga de més de 120 m², 5 fleques, 4 carnisseries, 1 una peixateria, 1 una botiga de roba, 2 botigues d'electrodomèstics, 1 una botiga d'electrodomèstics i 3 floristeries.

## Equipaments sanitaris i escolars
El 2009 hi havia 3 farmàcies i 1 ambulància.
El 2009 hi havia 6 escoles maternals i 5 escoles elementals. Florange disposava d'un col·legi d'educació secundària amb 486 alumnes.

## Poblacions més properes
El següent diagrama mostra les poblacions més properes.